# ترمپل
ترمپل (به لاتین: Trępel) یک روستا در لهستان است که در Gmina Pruszcz واقع شده‌است.